# 近世贛語
近世贛語（Late Middle Gan），是指贛語在元、明這一時期的古語。學術界對此階段的贛語進行了大量的構擬研究工作。
丁邦新（1987）利用明末豫章新建（今南昌市新建区）人張位所著的《問奇集》，研究明代時的贛語音韻。根據他的研究，當時的新建話是區分n、l的，如張位批評當時西蜀一帶「怒為路，弩為魯」，而如今的新建方言的泥、來母在洪音前則相混。
田業政通過對江西四位詩人1129首古體詩的系聯以考察元代江西贛語的一些特點。如大量文人詩作歌麻相押，這是贛語以及大多數南方漢語的共同特徵。其他還有魚模部押入支微部、支微部與灰咍部相押、蕭豪與尤侯通葉，現今都還是贛語比較顯著的語音特點。
古屋昭弘（1992）則利用明末宜春人張自烈的《正字通》所注反切，考察十七世紀贛語的語音特點，其結論如下：
- 全濁聲母不論平仄都與次清聲母合併；
- 臻梗（曾）深三攝合併，山咸兩攝合併；
- 五個聲調，平分陰陽，上去入不分陰陽。

這些都與現今的部分贛語方言完全一致，如萍鄉、上栗等地。其第一點可以覆蓋整個贛語區。
但據顏森（1996）對江西境內的64個贛語方言所作調查，11點咸深兩攝仍保留閉口韻尾-m。另有31點去聲分陰陽，31點入聲分陰陽。由此可以看出贛語方言之間的差異早在明朝就已經存在。
古屋昭弘通過系聯法，考定《正字通》有二十四聲類，其中第8類為「力盧」類，「來自中古來母」；第9類為「尼乃」類，「來自中古泥娘兩母」。可見當時的宜春話是泥來不混性方言。而現代宜春話也已演變為泥來母在洪音前相混得半混性方言。從以上事實可見，贛語中泥來母在洪音前相混的變化應該是明末以後才發生的。
古屋昭弘查證出《正字通》反切系統見組有「古居」、「苦渠」、「魚吾」三類，「古居」類即見母，「魚吾」類即疑母，「苦渠」類為次清溪母與全濁群母合流所形成的類，這仍然是現代贛語的重要特點。上面三個聲類都不同其他聲類交涉，各類都包括一二三四各等字，可見當時的宜春話見組字還沒有齶化。現代宜春話見組三四等字已經齶化，與知三和章組混同。從《正字通》反映的情況以及現代贛語仍有部分方言尚未齶化來看，贛語的齶化應不會早於十七世紀。